# 欧扎克-圣弗朗西斯国家森林
欧扎克-圣弗朗西斯国家森林（英語：Ozark – St. Francis National Forest）是座美国国家森林，位于美国阿肯色州。森林两处不同的森林合并而成——欧扎克国家森林（Ozark National Forest），位于欧扎克山脉；圣弗朗西斯国家森林（St. Francis National Forest），位于克劳利岭。两座森林各自都拥有着独特的生态、地理、地貌环境。

## 描述
欧扎克-圣弗朗西斯国家森林中含有十三處的露營地和九處戲水區，以及總長分別為636公里的遠足小徑和600公里釣魚小溪。現在欧扎克-圣弗朗西斯国家森林中的大部分小徑都是由公共事業振興署和平民保育團所興建的。
該國家森林包含45平方公里的原始森林，主要分佈在山脊和陡峭的向南坡上，其中包含萌芽松和鐵橡、紅橡、白橡、黑橡、馬里蘭橡等櫟屬植物，該森林同時也是六種不同的瀕危物種的棲息地。
在此之中有若干條國家風景道路穿過歐扎克-聖弗朗西斯國家森林，包括從密蘇里州到路易斯安那州的阿肯色州7號高速公路，其中有100公里位在該國家森林中，此條公路提供了觀賞歐扎克國家森林多樣地形和風景的路徑。歐扎克高地風景道路則提供釣魚和輕艇愛好者前往桑河、大派尼溪和布法羅河的通道。阿肯色州309號高速公路提供遊客瀏覽阿肯色河的流域景觀，而錫拉莫爾風景道路則提供遊客前往布蘭查德溫泉洞窟的道路。